# ستيفان دروجريشكي
ستيفان دروجريشكي مواليد 9 سبتمبر 1994 في بيتولا، جمهورية مقدونيا، هو لاعب كرة يد مقدوني يلعب كظهير أيسر. مثل منتخب مقدونيا لكرة اليد.